# Terror Twilight
Terror Twilight é o quinto e último álbum de estúdio da banda Pavement, lançado a 8 de Junho de 1999.

## Faixas
1. "Spit on a Stranger" - 3:04
2. "Folk Jam" - 3:34
3. "You Are a Light" - 3:54
4. "Cream of Gold" - 3:47
5. "Major Leagues" - 3:24
6. "Platform Blues" - 4:42
7. "Ann Don't Cry" - 4:09
8. "Billie" - 3:44
9. "Speak, See, Remember" - 4:19
10. "The Hexx" - 5:39
11. "Carrot Rope" - 3:52